# Phare de Torre San Giovanni
Le phare de Torre San Giovanni (en italien : Faro di Torre San Giovanni di Ugento) est un phare situé à Torre San Giovanni (en) (une frazione de la municipalité de Ugento, dans la région des Pouilles en Italie. Il est géré par la Marina Militare.

## Histoire
Le phare, mis en service en 1932, se situe en bout de la péninsule de Salento, en mer Ionienne. C'est une lanterne montée sur une tour octogonale dédiée à San Giovanni et construite en 1565 par Charles Quint. Le devant de la tour massive est peint dans un motif en damier noir et blanc. Il est localisé à 6 km au sud-ouest d'Ugento. Relié au réseau électrique, il est automatisé.

## Description
Le phare  est une tour octogonale en maçonnerie de 22 m de haut, avec lanterne sur le balcon. Son feu isophase émet, à une hauteur focale de 24 m, un éclat blanc et rouge, selon direction, de deux secondes toutes les 4 secondes. Sa portée est de 15 milles nautiques (environ 28 km) pour le feu blanc et 11 milles nautiques (environ 20 km) pour le feu rouge.
Identifiant : ARLHS : ITA-171 ; EF-3584 - Amirauté : E2174 - NGA : 10776 .

## Caractéristiques dufeu maritime
Fréquence : 4 s (WR)
- Lumière : 2 secondes
- Obscurité 2 secondes

|                    |
| Le phare (la nuit) |